# Die Stimme des Anderen
Die Stimme des Anderen, bei der Wiederaufführung als Unter den tausend Laternen vertrieben, ist ein deutsches Spielfilmdrama aus dem Jahre 1952 von Erich Engel mit Michel Auclair, Hanna Rucker, Gisela Trowe, Ernst Schröder und René Deltgen als ermittelnder Kriminalkommissar in den Hauptrollen. Der Geschichte liegt der Roman Die Stimme des Mörders von Robert Gilbert zugrunde.

## Handlung
Die Sängerin Elisa fährt in das Haus des Komponisten Fred Apel, der ihre neue Revue „Großstadtnächte“ vorbereitet. Die Haustür ist offen, in der Wohnung ist es unheimlich still. Elisa macht es sich zunächst in einem Sessel gemütlich, da erschrickt sie sich sehr: Apel liegt tot auf dem Fußboden. In Panik stürzt sie aus dem Haus ins Freie und begibt sich zur Wohnung des befreundeten Ehepaars Braun. F. O. Braun arbeitet gerade an den Revuetexten zu Apels Komposition für „Großstadtnächte“. Er und seine Frau Betty hören von Elisa die Hiobsbotschaft und sind nur darum besorgt, dass Apel nun nicht mehr die Revue zu Ende komponieren kann. In der Zwischenzeit ist Apels Haushälterin Auguste nach Hause gekommen, hat den Toten entdeckt und sofort die Polizei alarmiert. Die erscheint in Gestalt von Kommissar Hennings. In Apels Haus kommt der französische Instrumentator von Apels Musik, Michel Dumas, der aber nichts brauchbares zur Klärung des Falls beitragen kann. Apel nahm seine Kompositionen auf Tonband auf und schickte sie dann an Braun. Der ist nur soweit vom Tod des Komponisten betroffen, als dass die neue Revue wohl nicht mehr vollendet werden wird und er keine Schlagzeilen brauchen kann, die von einem gewaltsamen Tod des Komponisten berichten. Die Obduktion ergibt, dass Apel mit einem schweren Gegenstand auf den Kopf geschlagen wurde.
In der Hoffnung, irgendetwas über die letzten Lebensminuten des toten Komponisten herauszubekommen, hören Braun, Michel und Theaterdirektor Lüders nach der Totenfeier zu Ehren Apels dessen letzte Aufnahmetonbänder ab. Betty erhält das entscheidende Band von Auguste, die nunmehr im Braun‘schen Haushalt aushelfen soll. Es stellt sich heraus, dass Michel Dumas am entscheidenden Abend bei Apel war. Der Verdacht kommt auf, dass der sensible Franzose Apel umgebracht habe, weil dieser Michels Kompositionen als seine eigenen ausgegeben hatte. Braun und seine Frau hören im letzten Aufnahmeband, wie Michel und Apel sich heftig streiten. Es scheint, als habe Michel Apels Komposition als seine eigene reklamiert und somit dessen Musik gestohlen. Tatsächlich verhält sich der Sachverhalt aber genau andersherum: Michel schreibt seit geraumer Zeit für Apel „dessen“ Musik, weil sich Arbeiten unter Apels Namen besser verkaufen, da Michel Dumas in der Branche ein vollkommen unbeschriebenes Blatt ist. Während das Ehepaar Braun berät, wie sie sich angesichts dieser Erkenntnis verhalten solle, entspinnt sich zwischen Michel und Elisa eine kleine Romanze. Als die Brauns mitbekommen, wie perfekt Michel und Elisa auf der Bühne perfekt harmonieren, entschließen sie sich, das Magnetophonband mit den Streitereien Apels und Michels zu verbrennen. Doch plötzlich ist das Tonband verschwunden.
Bei Elisa Lorenz taucht derjenige Taxifahrer auf, der sie am entscheidenden Abend zu Apel gefahren hatte, unmittelbar bevor dieser tot aufgefunden wurde. Damit wird Elisa zur Hauptverdächtigen. Als Elisa erfährt, dass am selben Abend auch Michel bei Apel war, nimmt sie an, dass er den Komponisten getötet haben muss, da sie es ja nicht war. Wieder zurück in Paris, muss Michel in einer deutschen Zeitung lesen, dass Elisa Lorenz wegen Mordverdachts verhaftet wurde. Als diese wieder aus der Haft entlassen wird, kann die Revue „Großstadtnächte“ doch noch aufgeführt werden. Rechtzeitig zur Premiere ist auch Michel aus Frankreich zurückgekehrt.  Nun klären sich alle Dinge auf: Das verschwundene Tonband hatte die Hausdame Auguste an sich genommen und an die Polizei weitergeleitet. In Apels Wohnung wiederum, zu der Kommissar Hennings Elisa und Michel gebeten hat, eröffnet er dem Liebespaar, dass Apel eines natürlichen Todes gestorben sei: Er erlitt einen Schlaganfall, sei daraufhin mit dem Kopf auf das Klavier aufgestoßen (was seine Kopfwunde erklärt) und schließlich zu Boden gestürzt. All dies ließ sich den Geräuschen auf der Tonbandaufnahme entnehmen, die exakt der Aussage Michels entsprechen. Elisa und Michel sinken glücklich einander in die Arme.

## Produktionsnotizen
Die Stimme des Anderen entstand ab dem 12. November 1951 bis Mitte Januar 1952 in Hamburg (Atelier- wie Außenaufnahmen) und wurde am 10. April 1952 im Hamburger Barke-Kino uraufgeführt. Die Kritiken waren zwar gut, doch blieb das Publikum weitgehend fern, und so wurde Die Stimme des Anderen wenig später in Unter den tausend Laternen umgetitelt. Auch nach dieser Maßnahme stellte sich der Erfolg nicht ein.
Der Film wurde in Schwarzweiß gedreht.
Die deutsche Fernsehpremiere fand am 26. August 1965 in der ARD statt.
Walter Koppel übernahm die Gesamtleitung, Gyula Trebitsch die Herstellungsleitung. Herbert Kirchhoff und Albrecht Becker gestalteten die Filmbauten. Werner Pohl war für den guten Ton zuständig, Erna Sander kümmerte sich um die Kostüme. Werner M. Lenz assistierte Chefkameramann Ekkehard Kyrath.
Michel Auclair singt, am Klavier spielend, das Chanson Unter den 1000 Laternen. Später trägt im Rahmen der Revue auch Hanna Rucker dieses Lied vor.
Der Film nahm als deutscher Beitrag 1952 bei den Internationalen Filmfestspielen von Cannes teil.

## Wissenswertes
Mit diesem Film musste die produzierende Real-Film in Hamburg-Wandsbek zum Jahresbeginn 1952 ihre Filmherstellung vorübergehend einstellen. Die Bundesregierung Konrad Adenauers hatte unter der Führung von Bundesinnenminister Robert Lehr dem Hamburger Filmproduzenten Walter Koppel die dringend benötigten Ausfall-Bundesbürgschaften gestrichen, da man ihm aufgrund einer unterstellten, vorübergehenden Kooperation mit der DEFA, der DDR-Staatsfirma, eine Nähe zum Kommunismus unterstellte. Wie Der Spiegel in einer Mai-Ausgabe 1952 schrieb, gaben der Produktionsleiter Gyula Trebitsch, der Prokurist Walter Pröhl und der Leiter der tontechnischen Abteilung Robert Fehrmann eidesstattliche Erklärung folgenden Inhalts ab: Es sei „unwahr […], daß im Jahre 1951 Rückprojektionsaufnahmen, Musikaufnahmen und Mischungen seitens der Real-Film G. m. b. H. an die DEFA vergeben oder im Auftrag der Real-Film ausgeführt wurden.“. Eine Zeitlang schien es, als sei deshalb die Real-Film nicht mehr zu halten und es wurde ein Verkauf an den NWDR erwogen, nachdem das angerufene Bundesverfassungsgericht die Angelegenheit, angeblich wegen Arbeitsüberlastung, ruhen ließ. Erst als im Februar 1953 der Bundesinnenminister die Real-Film voll rehabilitierte und eine Bundesbürgschaft wieder gewährleistet werden konnte, nahm die Real-Film mit der Heinz-Rühmann-Produktion Keine Angst vor großen Tieren ihre Arbeit wieder auf.
Das titelgebende Lied "Unter den tausend Laternen" wird nicht von der Schauspielerin der Elisa, sondern von Liselotte Malkowsky gesungen; in der französischen Version von Renée Lebas.

## Kritiken
Im Spiegel hieß es: „Den Thriller-Roman Robert Gilberts von der Jagd nach der Mörderstimme dämpften Regisseur Erich Engel und Autor R. A. Stemmle auf ein kriminalistisches Kammerspiel im Theatermilieu herab. Ein Magnetophonband als deus ex machina, erst belastend, dann rettend. Fast nebenbei gelang Engel ein deutsches Gegenstück zur Broadway-Satire "Alles über Eva". Echte Spannung und gute Profile. Ausgefeiltester Film des Jahres, den man mit gutem Gewissen nach Cannes schicken kann.“
Auf newfilmkritik.de ist zu lesen: „Es ist ein Spiel mit vielen Unbekannten, mit mehrdeutigen Formulierungen, sarkastischem Wortwitz und unerwarteten Wendungen. Die Fabel ist kompliziert; immerzu wird etwas entdeckt, aufgedeckt und wieder verworfen. Vorherrschend ist eine Atmosphäre der Verunsicherung. […] Die Inszenierung schwankt zwischen dem Sprechtheater des Boulevard und dem großen Bild des Revuetheaters, das aber nicht zum Spektakel wird. […] Alles spielt in dunkel gehaltenen Innenräumen, die schwer aufs Gemüt drücken. Selbst das Revuetheater ist nur ein großer, schwerer Saal. Ernst Schröder dominiert jede Szene und lässt seinen Partnerinnen wenig Raum; nur Carl-Heinz Schroth als sarkastischer Theaterdirektor und Michel Auclair – stoisch, wortkarg und melancholisch – können sich neben ihm behaupten.“
Das Lexikon des Internationalen Films urteilt: „Ein intelligent geschriebener und inszenierter Kriminalfilm, der sich über die pure Spannung hinaus um die differenzierte Darstellung zwischenmenschlicher Konflikte bemüht.“